# 黑白
黑白是视觉艺术中一种单色光的形式。

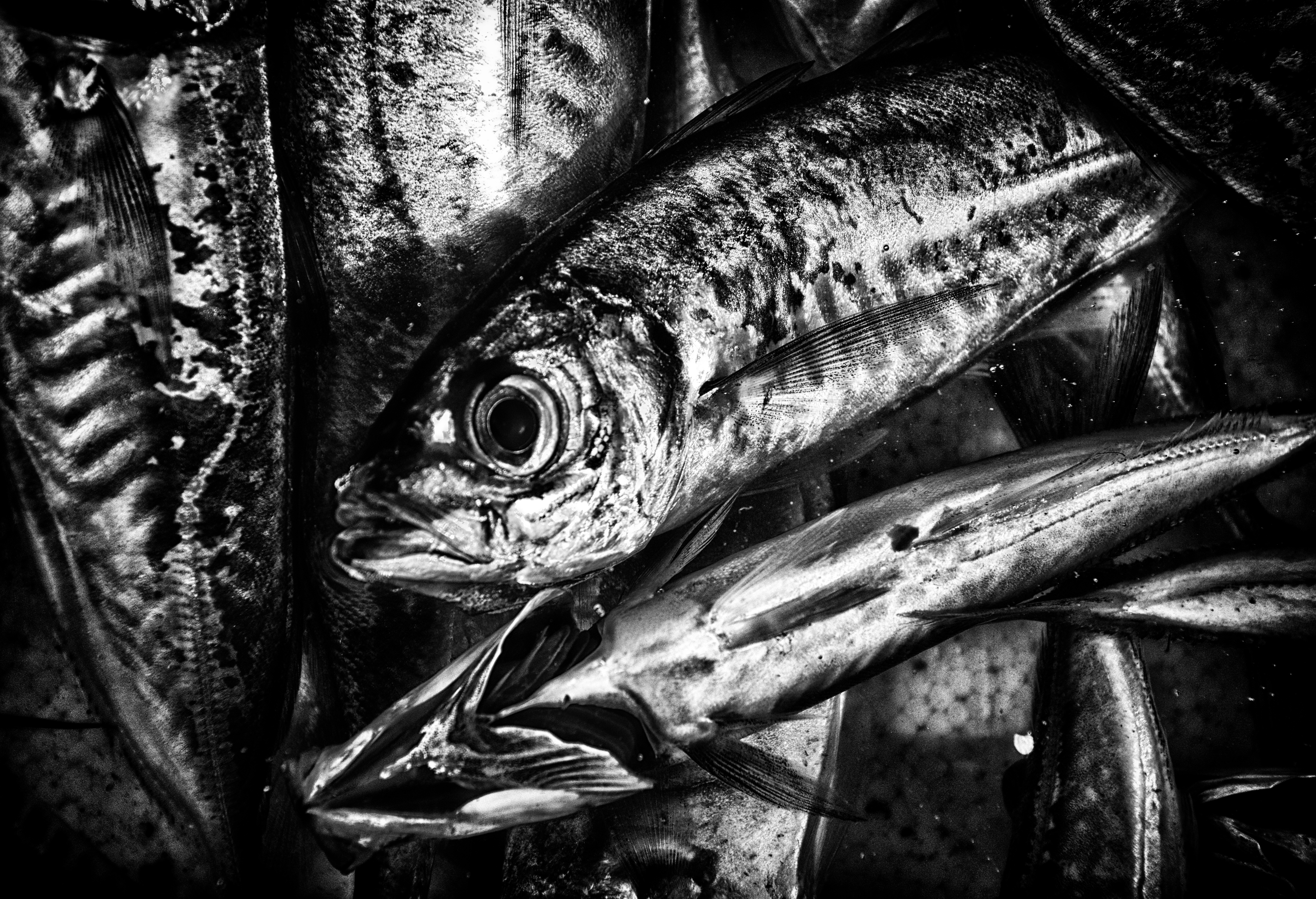
一张黑白魚市場的照片

黑白可以指黑白二色的艺术品，但通常被称为“黑白”的艺术品未必仅此二色，可能还包含从深至浅的灰色，即仅使用灰色系的艺术品。
黑白的英文为Black-and-white，缩写为B/W或B&W。

## 媒体
- 照片方面，照相机刚出现时，受技术限制只能拍摄黑白相片。20世纪中期后，彩色照片变得越来越流行。21世纪后，彩色照片已是绝对主流。[1]
- 电影与卡通于20世纪30年代至60年代逐渐地从黑白向彩色过渡。
- 西方产业中，彩色电视剧于20世纪60年代末期开始变得大众化，70年代成为标准。
- 西方多数报纸于20世纪70年代开始使用彩色。部分报纸如纽约时报和华盛顿邮报一直使用黑白版面，直到90年代才更新为彩色。
- 西方多数杂志于20世纪末开始从黑白转变为彩色。
- 电视机方面，黑白电视机于20世纪60年代逐渐过渡为彩色。

## 现代使用
21世纪后，黑白照片一般只作为艺术或怀念之用，黑白电影、卡通或电视剧则十分少见。除了悼念逝者之外，一般使用黑白，是为了表现怀旧、历史性、沧桑和不合潮流之感。